# Unione Democratica Centrafricana
L'Unione Democratica Centrafricana (in lingua francese Union Démocratique Centrafricaine, UDC) è stato un partito politico della Repubblica Centrafricana, attivo tra il 1979 ed il 1981. Fondatore è stato David Dacko. Fino al 1981 dopo il colpo di stato era stato un monopartitico del paese centrafricano.